# Szén-tetrajodid
A szén-tetrajodid a metán egyik tetrahalogénezett származéka, képlete CI4. Élénkvörös színe révén egyik ritka példája az erősen színezett metánszármazékoknak. Széntartalma tömegszázalékben kifejezve csak 2%, de ismertek még ennél is kisebb széntartalmú metánszármazékok.
Tetraéderes molekulájában a C–I kötéshossz 212 ± 2 pm. A molekula enyhén túlzsúfolt a rövid – 345,9 ± 3 pm-es I---I távolságok miatt, és talán emiatt termikusan és fotokémiailag is instabil. Valószínűleg hasonló ok miatt nem ismert a hexajódetán.
A szén-tetrajodid monoklin szerkezetben kristályosodik (a 22,39, b 12,93, c 25,85 (·10−1 nm), β 125,26°)
Mivel szimmetrikusan szubsztituált molekulája tetraéderes alakú, dipólusmomentuma 0.

## Tulajdonságai, előállítása, felhasználása
A CI4 vízzel – jodoform és I2 képződése közben – lassan reagál. Nem poláris oldószerekben oldódik. Termikusan és fotokémiailag tetrajódetilénre (I2C=CI2) bomlik. Előállítása AlCl3 által katalizált, szobahőmérsékleten végzett halogéncserével történik:
CCl4  + 4 EtI  →  CI4  +  4 EtCl
A termék kikristályosodik a reakcióelegyből.
A CI4-et jódozó reagensként használják, gyakran bázissal reagáltatva. A ketonok PPh3 és CI4 hatására 1,1-dijódeténekké alakulnak. Alkoholok jodidokká alakulnak, az Appel-reakcióhoz hasonló mechanizmus szerint. Az Appel-reakcióban szén-tetrakloriddal állítanak elő alkoholból kloridokat.

## Biztonságtechnika
A gyártók ajánlása szerint a CI4 0 °C körüli hőmérsékleten tárolandó. Mint jódforrás, irritáló hatású. LD50: 178 mg·kg–1. A perhalogénezett szerves vegyületek általában toxikusnak tekintendők.

## Fordítás
Ez a szócikk részben vagy egészben a Carbon tetraiodide című angol Wikipédia-szócikk ezen változatának fordításán alapul.  Az eredeti cikk szerkesztőit annak laptörténete sorolja fel. Ez a jelzés csupán a megfogalmazás eredetét és a szerzői jogokat jelzi, nem szolgál a cikkben szereplő információk forrásmegjelöléseként.